# Sociedad Asiática de Japón
La Sociedad Asiática de Japón (一般社団法人日本アジア協会” o “Ippan Shadan Hojin Nihon Ajia Kyokai”) o "SAJ" es una organización interesada en la cultura japonesa en general sin ánimo de lucro. La SAJ o ASJ (Asiatic Society of Japan) atiende a miembros de una audiencia general que tienen intereses compartidos en Japón.
Fundada en 1872 como Sociedad Asiática de Japón (日本アジア協会, Nihon Ajia Kyōkai, literalmente "Sociedad Japonesa de Asia"), la ASJ es la sociedad científica más antigua de Japón. La presidenta honoraria es Hisako, la princesa Takamado. El Director Representante y Presidente a partir de septiembre de 2019 es S.E. Embajador Yoshinori Kato.

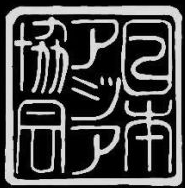
Logo de la Sociedad Asiática de Japón, con caracteres Kanji tipo sello. Se lee de arriba abajo, de derecha a izquierda: 日本 / アジア / 協会 (El nombre de la Sociedad, una palabra por columna).

## Descripción general
Los fundadores de la Sociedad Asiática de Japón pusieron en marcha actividades coordinadas "para recopilar y publicar información sobre temas relacionados con Japón y otros países asiáticos". Diferenciaron intencionalmente a la ASJ de otras sociedades Reales Asiáticas afiliadas de la época al haber establecido a la ASJ como una "Sociedad de caballeros eruditos" en lugar de una sociedad de eruditos. Tampoco se utilizaría "Real" en el nombre de la ASJ, con idea de alentar a los japoneses a ingresar en la Sociedad. Las mujeres también fueron admitidas en pocos años. La ASJ rápidamente se convirtió en la primera organización de este tipo en Japón para promover la difusión de lo japonés en el resto del mundo.
ASJ se fundó en una reunión celebrada el 8 de octubre de 1872 en el Grand Hotel de Yokohama, cuando Robert Grant Watson de la legación británica fue elegido primer presidente, y los primeros artículos se leyeron allí el 30 de octubre: "Notas sobre Loochoo", de Ernest Mason Satow, por entonces secretario japonés en la legación británica, y "The Hyalonema Mirabilis", un estudio de biología marina realizado por Henry Hadlow, cirujano de la Marina Real (Royal Navy). Los artículos iniciales fueron significativos por dos razones: la temática de los mismos y la presencia de James Curtis Hepburn y Satow en los comienzos de la ASJ.
Los fundadores y primeros miembros de ASJ fueron gente importante que se convirtieron en pilares de la modernización e industrialización de Japón en los albores del período Meiji. Entre ellos se encontraban médicos, científicos, profesores, ingenieros, oficiales militares, abogados y diplomáticos. En aquellos días existían numerosas organizaciones como ASJ, cada una a su manera sirviendo como puntos focales para documentar y discutir los descubrimientos que estaban haciendo los hombres que participaban en la construcción de un nuevo Japón. Muchos miembros de ASJ también eran miembros de otras organizaciones.
Entre los miembros japoneses que fueron fundamentales para la Restauración Meiji se encointraron: Kanō Jigorō, el barón Naibu Kanda, Tsuda Sen, Nakamura Masanao y el vizconde Mori Arinori. Dentro del grupo de 'expertos extranjeros' estaban James Curtis Hepburn, Josiah Conder; John Milne, Edward Divers, James Main Dixon y Charles Dickinson West, todos del Colegio Imperial de Ingenieros (Imperial College of Engineering); Henry Faulds, del Hospital Tsukiji; Robert Maclagan de la Casa de la Moneda de Osaka; Basil Hall Chambelán; William George Aston y Ernest Mason Satow.
ASJ capacitó a una generación de profesores y estudiantes japoneses, haciendo innecesaria la presencia de 'expertos extranjeros'. En la década de 1890, la primera generación de miembros japoneses y extranjeros de la ASJ (líderes del cambio en Meiji) comenzó su andadura. Los académicos formaban a los nuevos miembros. Hoy, la composición es aproximadamente: académicos (46%); empresarios (36%); estudiantes, bellas artes, clérigos, jubilados y otros (18%).
La SAJ sigue activa hoy. Los miembros se reúnen mensualmente para escuchar a un invitado explicar los descubrimientos basados en investigaciones originales. Las conferencias duran aproximadamente cincuenta minutos y van seguidas de preguntas y debates. Los temas provienen de todo el espectro de campos del conocimiento relacionados con Japón, que abarca la cultura, la historia, la literatura, la ciencia, los negocios, la política y la economía.

## Publicaciones
The Transactions of the Asiatic Society of Japan (Las Transacciones de la Sociedad Asiática de Japón) es una revista que contiene los textos completos de artículos seleccionados presentados en conferencias, así como otros artículos presentados para su publicación. La ASJ también publica un cuadernillo mensual conocido como Boletín, que contiene un resumen detallado de la conferencia del mes anterior, perfiles de los conferenciantes, anuncios de próximos eventos y noticias sobre la ASJ y sus miembros.
Durante la mayor parte de la historia de la ASJ, no ha habido límite para los temas a tratar. Los primeros diez volúmenes de las Transacciones de la Sociedad, 1872-1882, contienen 146 artículos, de los cuales 25 pueden clasificarse aproximadamente como geográficos o topográficos. Sin embargo, son superados en número por el grupo temático más grande: los artículos científicos del mismo período, que incluyeron 52 estudios. Pero para llevar las cifras más allá, durante la segunda década, 1882-1892, se imprimieron 107 artículos, de los cuales 4 eran geográficos y 18 científicos, reflejo de los objetivos de la fase de "exploración" Meiji. Los hombres que contribuyeron a la ASJ durante sus primeros 20 años se dedicaban a diversas actividades.
En el 110º aniversario de la ASJ, después de haber completado su relato histórico de los primeros cien años de la ASJ, el presidente Douglas Moore Kenrick comentó: 

El único requisito de los autores, y esta es la raíz de nuestra política, es que se espera que cada uno nos diga algo en su campo que no haya sido publicado previamente. Pedimos algo nuevo. Las Transacciones han cubierto una gama extraordinariamente amplia de estudios japoneses y los artículos proporcionan un panorama fascinante de los logros occidentales en el campo de la japonología a lo largo de las décadas, así como exámenes útiles de muchos temas que no han sido tratados en otros lugares.

## Primeros presidentes
Presidentes de la organización durante el siglo XIX:
- 1872–1873: Robert Grant Watson
- 1873–1874: Dr James Curtis Hepburn
- 1874–1876: Samuel Robbins Brown
- 1876–1878: Harry Smith Parkes
- 1878–1879: David Murray
- 1879–1880: Edward W. Syle
- 1880–1881: Edward Divers, FRS
- 1881–1882: J Gordon Kenney
- 1882–1883: Sir Harry Smith Parkes
- 1883–1885: James Curtis Hepburn
- 1885–1888: Nicholas John Hannen
- 1888–1889: William George Aston
- 1889–1890: Rev James Lansing Amerman
- 1890–1891: Nicholas John Hannen
- 1891–1893: Prof. Basil Hall Chamberlain
- 1893–1895: Rev Daniel Crosby Greene
- 1895–1900: Sir Ernest Mason Satow

## Miembros destacados
Miembros asociados durante los primeros 111 años (1872–1983) de la organización:
- Masaharu Anesaki
- Mori Arinori
- Josiah Conder
- Hugh Cortazzi
- James Main Dixon
- Henry Faulds
- John Harington Gubbins
- Kanō Jigorō
- Lafcadio Hearn
- Baron Naibu Kanda
- Donald Keene
- Neal Lawrence
- Robert Maclagan
- John Milne
- Masanao Nakamura
- Edwin O. Reischauer
- Donald Richie
- Edward Seidensticker
- Tsuda Sen
- Charles Dickinson West
- Arthur Lloyd